# Torre Frascari
La Torre Frascari è un grattacielo a Castel Maggiore, in provincia di Bologna. È adibito ad uso residenziale ed è ubicato in Piazza Lorusso.